# Lalla Fadhma N'Soumer
Lalla Fadhma N’Soumer (Werja, c. 1830–Beni Slimane, 1863) fue una figura carismática en el movimiento de resistencia anticolonial argelino durante los primeros años de la ocupación francesa de Argelia, concretamente entre 1854 a 1857. Actualmente es también un símbolo para el movimiento amazig y para las mujeres argelinas.

## Biografía

#### Primeros años
Lalla Fadhma nace hacia 1830. No se conoce ni la fecha ni el lugar exactos, aunque es probable que naciera en Werja (Ouerdja, en francés), una aldea del actual municipio de At Bu Yusef, perteneciente a la provincia o vilayato de Tizi Ouzou, situada en el corazón de la Djurdjura, en la Cabilia argelina. 
Fadhma nació en una familia de morabitos de la tribu de los Illilten con el nombre de Fadhma Si Ahmed Ou Méziane. Se sabe que tuvo al menos cuatro hermanos y que su padre, Si Ahmed Mohammed, dirigía en Ouerdja la escuela religiosa islámica (zawiya) de su antepasado Sidi Ahman ou Meziane, afiliada a la cofradía sufí Rahmaniyyah de * Sidi M'hamed Bou Qobrine.
Como era habitual en la sociedad bereber de la época, su familia acordó su matrimonio con un primo materno, Yahia N At Ikhoulaf, del pueblo de Askeur, morabito de la tribu de los Beni-Itouragh. Este matrimonio se celebró en contra de su voluntad, y Fadhma abandona el domicilio conyugal “un año después”, “a la edad de 16 o 18 años”, para volver con sus hermanos. 
De sus primeros años poco más se sabe, si bien los testimonios orales recogidos por Bitam afirman que estaba muy unida a su padre y que, desde muy joven, se interesó por el aprendizaje del Corán. A la muerte de su padre fue a vivir a la zawiya de Soumer con su hermano mayor, Si Taïeb, morabito que gozaba de gran prestigio por su sabiduría y por predecir el futuro. Allí, Fadhma se dedica al estudio y la práctica de la religión. 
Lalla Fadhma llega a ser muy conocida en toda Cabilia por sus sueños y visiones, así como por su santidad, Era célebre por curar enfermedades, conjurar peligros, y su reputación como profetisa era grande. Se dice que sus oráculos jamás eran desmentidos por los acontecimientos..Por todo ello, su casa siempre estaba llena de visitantes que acudían de los puntos más alejados para buscar su ayuda y consultarla por sus artes adivinatorias. Su influencia era enorme en todos los ámbitos, y también en la política local.

#### Lucha contra Francia
La ocupación colonial de Argelia había comenzado el 14 de junio de 1830 con el desembarco de unos 37 000 hombres en Sidi Ferruch, y la toma de Argel el 4 de julio del mismo año. La presencia francesa se limitó en un principio a la franja costera, mientras que en el interior se produjeron algunas revueltas, siendo la más importante la del emir Abdelkader. Estas revueltas acabaron con la rendición de Abdelkader el 23 de diciembre de 1847, si bien la zona montañosa de Cabilia no quedaría sometida hasta 1857, tras la campaña militar iniciada en 1854 por el entonces general, y posteriormente mariscal, Jacques Louis Randon.
De acuerdo con el relato del mariscal Randon, la familia de Lalla Fadhma “se alía con la resistencia” tras la expedición del mariscal Bugeaud en el Oued Sahel, en 1847, y su hermano Si Taïeb, en concreto, es descrito por Carrey como “uno de los más ardientes defensores de la libertad de la Cabilia y, contrariamente a las costumbres de los morabitos, ha tomado parte en todos los combates contra los cristianos”.

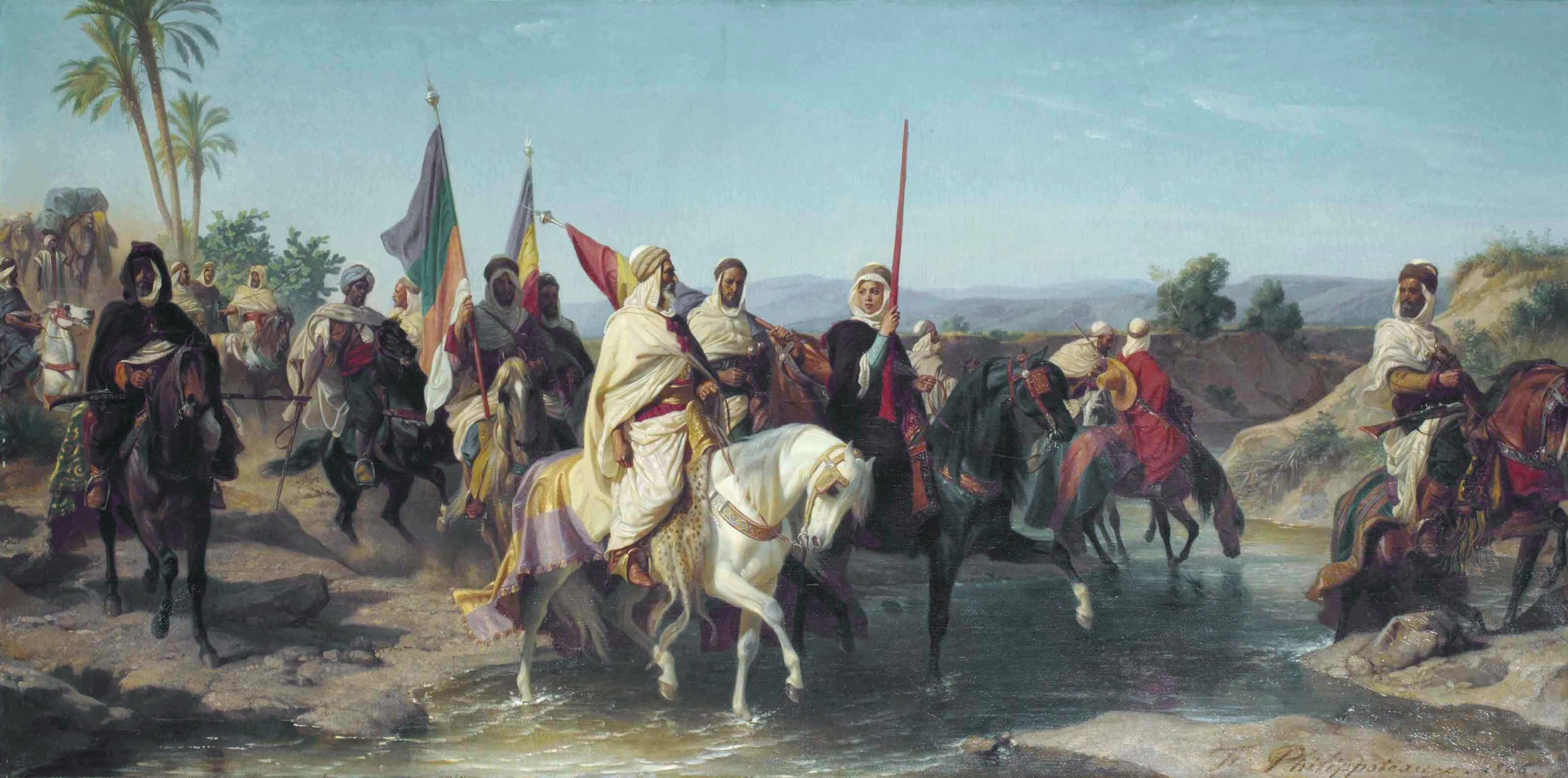
Bou Baghla y Lalla Fadhma N'Soumer, de Félix Philippoteaux (1866)

Unos años después, la propia vida de Lalla Fadhma da un giro fundamental con la llegada a Cabilia del que se piensa fue un oficial del ejército de Abdelkader, Mohamed ben Abdallah, más conocido por Bou Baghla (el hombre de la mula). Bou Baghla desempeñó un papel fundamental en la sublevación de Cabilia y luchó contra los franceses en la zona de Djurjura desde 1851 hasta 1854, año en que fue asesinado.
Durante ese período, Bou Baghla sabiendo de la enorme influencia de Fadhma en toda Cabilia, la visita con frecuencia para atraerla a su causa, y su relación llega a hacerse muy estrecha. Tanto que todas las fuentes coinciden en que quisieron casarse, aunque Lalla Fadhma nunca pudo conseguir el divorcio de su marido Yahia N At Ikhoulaf.
Lalla Fadhma se une a Bou Baghla en la resistencia contra los franceses y participa activamente en varias batallas. Una de ellas fue la de Tichkirt (o Tachekkirt), que tuvo lugar entre junio y julio de 1854, y donde los franceses, capitaneados por los generales Maissiat y Mac Mahon, fueron derrotados. Robin relata que Lalla Fadhma apeló al “patriotismo” de los cabilios para oponerse a esta invasión y que, siguiendo la costumbre, se consiguieron voluntarios de toda Cabilia para luchar como imessebelen. Tanto Robin como Perret la describen, en esta batalla, vestida con un haik rojo, rodeada de mujeres Illilten y animando a los cabilios a morir por la guerra santa.

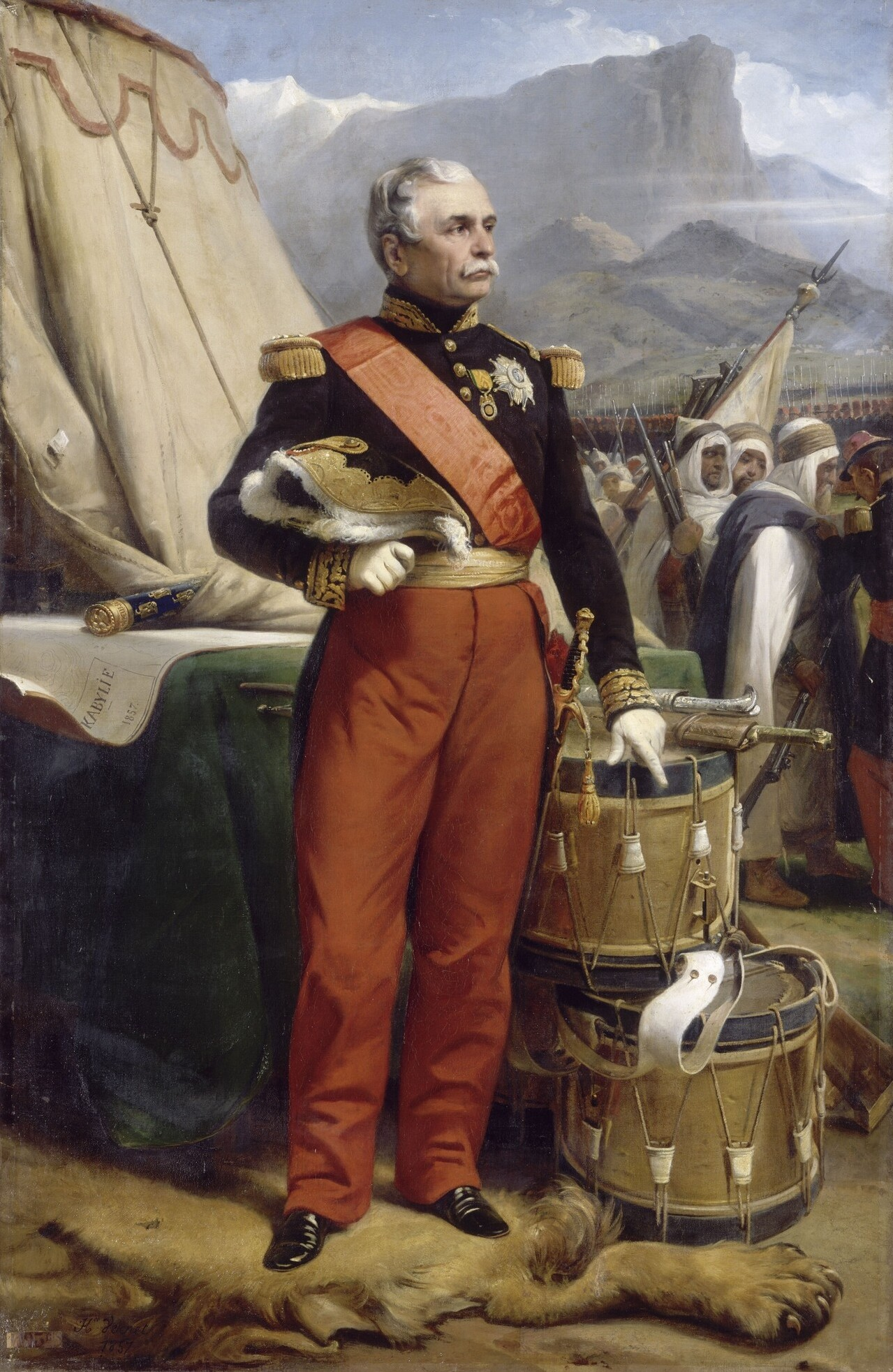
El Mariscal Randon, de Horace Vernet (1857)

Tres años más tarde, el ya nombrado mariscal Randon vuelve a Cabilia con un ejército de más de 35 000 hombres, con el objetivo de pacificar la región. La ofensiva comienza el 24 de mayo de 1857. En sus memorias relata que, como respuesta, Lalla Fadhma “pone al servicio de la causa nacional toda su influencia” y predica la guerra santa contra los ocupantes. Fadhma organiza la nueva resistencia en Takhlijt Aït Aatsou, cerca de Tirourda. Sin embargo, pese a todos sus esfuerzos, las tribus de Cabilia son derrotadas una tras otra.
En algunas fuentes francesas se habla de que fue el hermano de Lalla Fadhma quien se ofreció a conducir a los soldados “hasta las cimas que dominan el territorio de su tribu”, a cambio de que el ejército no atacara el lugar donde vivían su hermana y sus seguidores. En otras de las fuentes consultadas se afirma que fue la propia Fadhma la que envío a su hermano como “embajador” al campamento del mariscal. Independientemente de la veracidad de lo anterior, el resultado de la ofensiva es que las tropas francesas, concretamente la división del general Yusuf, conquistan el territorio de los Illilten, y la aldea de Takhlijt n At Aadsou cae en poder de los zuavos el 11 de julio de 1857.
Lalla Fadhma es obligada a salir de la casa donde se hallaba escondida con otras mujeres y niños, y es hecha prisionera. Ella, su familia y unos 200 seguidores son conducidos esa noche a Tamesguida, donde se encontraba el campamento de Randon. Según cuentan las crónicas, Lalla Fadhma lleva la derrota con gran dignidad y reconoce ante Randon que “estaba escrito” o que “era la voluntad de Alá y, como tal, estaba escrito hacía tiempo en palabras de fuego”. A la mañana siguiente, el mariscal la envía a Beni Slimane, junto con sus cuatro hermanos, donde “la confía al cuidado de Si Tahar ben Mahieddin, cuya zawiya le fue asignada como residencia”, si bien, para otra fuente también francesa, el mariscal la encarcela en la ciudadela del bachaga (o autoridad local) de Beni Slimane, que era leal a Francia.
La captura de Lalla Fadhma N'Soumer pone punto final a la insurrección de Cabilia. Casi un siglo después, Louis Massignon la recuerda en una oración dirigida a Santa Juana de Arco y rezada por primera vez en Notre-Dame de Bermont el 17 de agosto de 1956, en plena guerra de Argelia. En ella la hermana con Juana de Arco. Y es esta oración la que ha dado lugar a que, en algunos documentos actuales, se la denomine la "Juana de Arco de la Djurdjura".

#### Muerte de Lalla Fadhma
Lalla Fadhma muere en Ben Slimane en septiembre de 1863, dos años después de la muerte de su hermano Si Taïeb, debido a “una inflamación del abdomen que determinó la hinchazón y la parálisis de las piernas”.
El 8 de marzo de 1995, 132 años después de su muerte, sus restos son trasladados desde el cementerio de Sidi Abdellah, a 100 metros de la zawiya Boumâali, en Tourtatine, a la plaza de los Mártires del cementerio El Alia, en Argel. Con ello, las autoridades argelinas reconocían oficialmente el papel de Fadhma N’Soumer en la resistencia nacional.

#### Lalla Fadhma en la poesía bereber

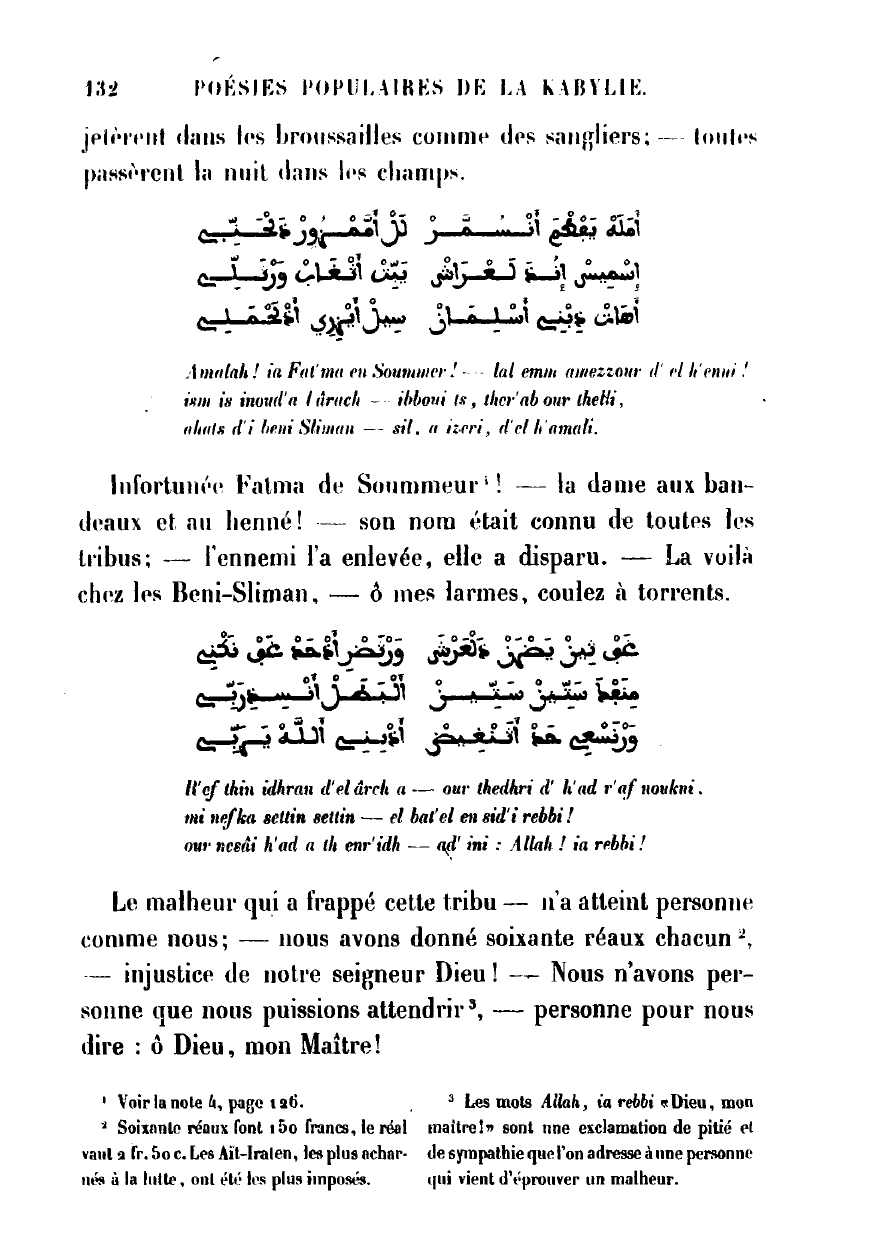
Poésies Populaires de la Kabylie du Jurjura, de Adolphe Hanoteau (1867)

Hannoteau afirma que aunque los cabilios no poseen literatura escrita, sí poseen multitud de poesías populares, destinadas en su mayor parte a ser cantadas, y que se transmiten por tradición oral. La primera parte de su obra se refiere a la poesía histórica o política, comprometida con el combate anticolonial, que es donde se encuadrarían los poemas que evocan a Lalla Fadhma. Estos poemas se compusieron muy poco después de su muerte. Aucapitaine escribe solo un año después que “un poeta de Cabilia había compuesto una balada melancólica extendida por los Zouaoua»-
Hannoteau recoge la poesía siguiente:
Desgraciada, Fadhma n’Soumer
La dama con cintas en el pelo teñido de henna
Su nombre es conocido por todas las tribus
El enemigo se la ha llevado, ha desaparecido
Aquí está, en Beni Slimane
Mis lágrimas se derraman a torrentes

#### Lalla Fadhma en la actualidad
La memoria de Lalla Fadhma N’Soumer sigue viva en Argelia. No solo es la heroína de la resistencia contra los franceses, sino que, para las mujeres argelinas, constituye un símbolo de la lucha feminista. De hecho, en los años 1990 se creó en Argelia una asociación feminista denominada, Tharwa N’Fadhma N'Soumeur (Las hijas de Lalla Fadhma N’Soumeur) cuyo objetivo es trabajar por la emancipación de las mujeres en general y por el establecimiento de una legislación igualitaria en Argelia. 
En su honor, se han emitido sellos de correos, se ha dado su nombre a escuelas en Argel y en Cabilia (Tizi Ouzou), e incluso un buque dedicado al transporte de gas natural licuado (metanero) fue bautizado en 2004 con el nombre de “Lalla Fatma n’Soumer”. 
También en su honor se han compuesto canciones, como la del grupo argelino Tagrawla, se han producido obras de teatro, como la escrita en 2018 en idioma cabilio o taqbaylit por Boudarène Ali, y realizado documentales, como el de la Commission de l’Histoire et de Vestiges Historiques de l’ONM d’Akbou, titulado “De Fadhma n’Summer aux femmes de Novembre”. Por último, cabe destacar la película argelina dirigida en 2014 por Belkacem Hadjadj, con guion de Belkacem Hadjadj y Marcel Beaulieu, titulada "Fadhma N'Soumer", que “trata del coraje y la determinación de una mujer en la montaña de la Djurdjura, en Argelia, que luchó por la tierra de sus ancestros durante los primeros años de la ocupación francesa".